# Garry Kilworth
Garry Douglas Kilworth (ur. 5 lipca 1941 w Yorku, Anglia) – autor fantasy i science fiction. 
Opublikował 120 krótkich opowiadań i 70 powieści. Jego najnowsze książki to Brothers of the Blade (2004) – powieść historyczna osadzona w Indiach oraz Attyka (Attica) (2006) – mroczna przygoda, rozgrywająca się na strychu wielkości kontynentu.
W Polsce ukazało się niewiele z jego dzieł, są to przede wszystkim powieści Dom obiecany oraz Spalony dąb: pierwsza część opowieści o łasicach z wyspy Niebo (ukazała się w roku 1999, zrezygnowano z planów wydania kolejnych tomów). 